# 毛乃国
毛乃国（？—），男，中华人民共和国政治人物。曾任中央军委政治工作部宣传局局长。现任中国文学艺术界联合会副主席。